# Rumanja vas
Rumanja vas este o localitate din comuna Straža, Slovenia, cu o populație de 258 de locuitori.